# Nacionalni inštitut za raziskave Amazonije
Nacionalni inštitut za raziskave Amazonije (Instituto Nacional de Pesquisas da Amazônia ali INPA) je javna izobraževalna in raziskovalna ustanova s sedežem v Manausu v Braziliji. Ustanovljen je bil leta 1952 z namenom pospeševanja znanstvenega znanja o brazilski regiji Amazoniji. Večina raziskav INPA se osredotoča na upravljanje tropskih gozdov, ekologijo, molekularno ekologijo, zoologijo, botaniko, tropsko kmetijstvo in tropsko ribogojstvo. Ustanova hrani tudi pomembne raziskovalne zbirke vretenčarjev, nevretenčarjev in vaskularnih rastlin.
Izdaja tudi znanstveno revijo Acta Amazônica.

## Podiplomski programi
Podiplomski programi, ki jih ponuja INPA:
- Kmetijstvo v vlažnih tropih (magisterij in doktorat)
- Botanika (magisterij in doktorat)
- Ekologija (magisterij in doktorat)
- Entomologija (magisterij in doktorat)
- Tropsko gozdarstvo (magisterij in doktorat)
- Podnebne in okoljske vede (magisterij in doktorat)
- Genetika, ohranjanje in evolucijska biologija (magisterij in doktorat)
- Sladkovodna biologija in celinsko ribištvo (magisterij in doktorat)
- Ribogojstvo (magistri)
- Upravljanje zavarovanih območij v Amazoniji (poklicni mojstri)